# Fort Corchaug

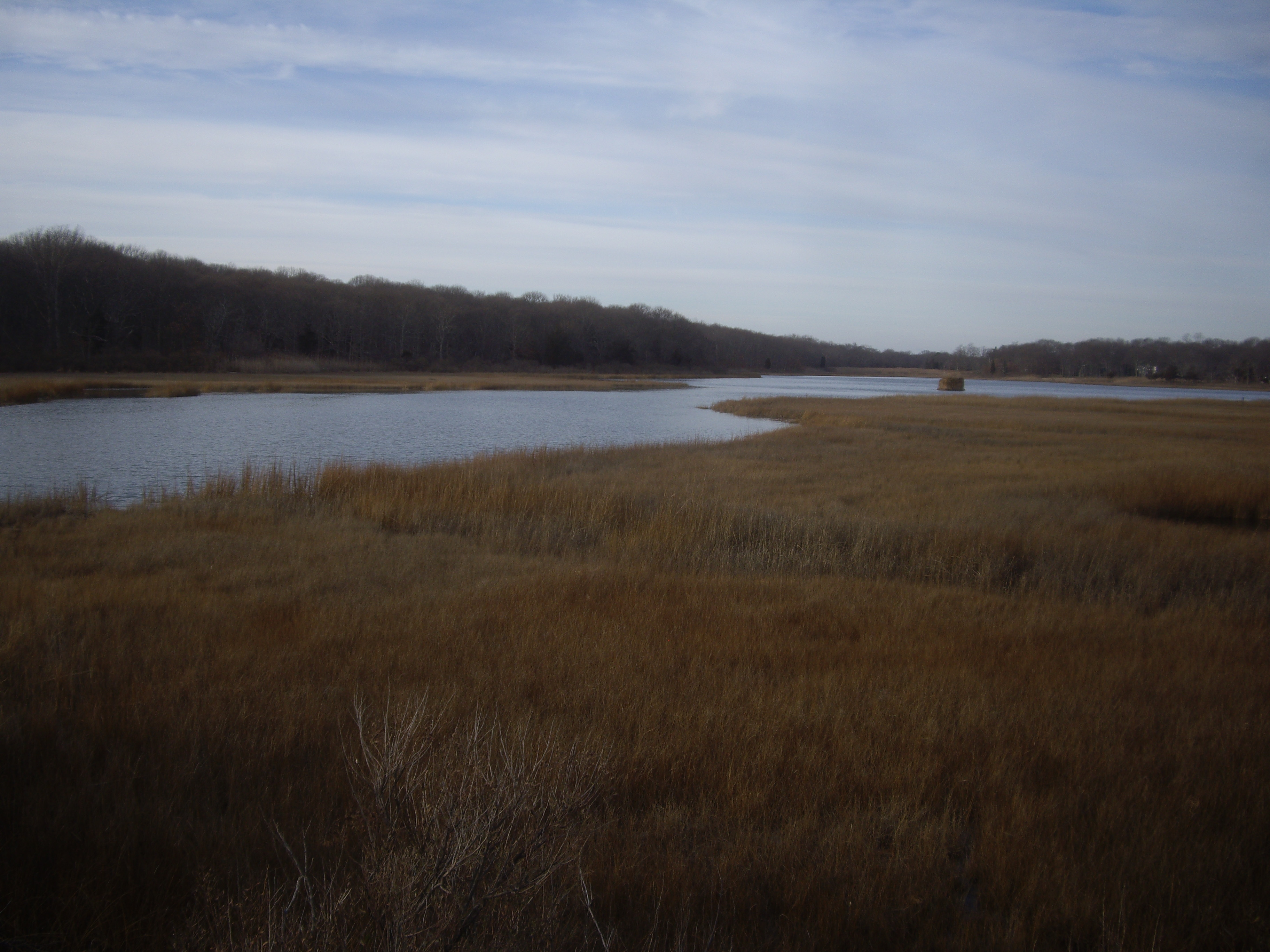
Umgebung von Fort Corchaug

Fort Corchaug war ein befestigtes indianisches Dorf auf dem östlichen Long Island im heutigen Suffolk County, benannt nach den Corchaug, einem heute ausgestorbenen Indianerstamm.
Als die Engländer in den späten 1630er Jahren die östliche Insel erkundeten, stießen sie in den dichten Wäldern auf ein indianisches Fort. Es war rechteckig angelegt, mit Baumstämmen befestigt und umschloss eine Fläche von knapp drei Acres (etwa 12.000 m²). Außerhalb des Forts lagen bestellte Mais- und Bohnenfelder. Einige Zeit nach Ankunft der englischen Siedler verließen die Corchaug das Fort. Zu Beginn des 19. Jahrhunderts erwarb die Familie Downs das Gebiet und errichtete dort eine Farm. Es grenzt an ein Wunder, dass die Spuren des alten Forts durch die Farmarbeit nicht zerstört wurden. Im Sommer 1935 entdeckte der Archäologe Ralph Solecki die Überreste des Forts auf der Westseite des Downs Creek. Solecki schrieb seine Dissertation über das Fort und gelangte zu der Ansicht, dass die Indianer diese Anlage mit Hilfe der Europäer zum Schutz gegen Überfälle der Stämme vom Festland erbaut hatten. Bei Ausgrabungen an dieser Stätte fand Solecki Reste von holländischen Handelsgütern, die darauf hindeuten, dass das Fort in ein festes Handelssystem eingebunden war, über das Wampum von der Peconic Bay zu den Holländern nach Neuamsterdam geliefert wurde. In umgekehrter Richtung kamen holländische Waren zu den Corchaug.
Das Corchaug-Fort und ein 105 Acres (0,425 km²) großes Gelände rundum wurde von der Peconic Land Trust gekauft und zu einem Studienzentrum für Archäologen und Studenten ausgebaut. Es sind bis heute nur etwas mehr als 10 % der Fläche wissenschaftlich untersucht worden. Im Januar 1974 wurde Fort Corchaug als historische Stätte in das National Register of Historic Places eingetragen. Im Januar 1999 folgte die Anerkennung als ein National Historic Landmark.

## Belege
1. 1 2  The Promise of Corchaug (Memento vom 6. Oktober 2007 im Internet Archive)
2. ↑  Fort Corchaug Archeological Site im National Register Information System. National Park Service, abgerufen am 19. August 2019.
3. ↑  Listing of National Historic Landmarks by State: New York. National Park Service, abgerufen am 19. August 2019.

Koordinaten: 41° 0′ 9,7″ N, 72° 29′ 55,5″ W